# 상사에 대처하는 로맨틱한 자세
《상사에 대처하는 로맨틱한 자세》(영어: Set It Up)는 미국에서 제작된 클레어 스캔런 감독의 2018년 로맨틱 코미디 영화이다. 조이 도이치, 글렌 파월, 루시 류, 테이 디그스 등이 출연하였다.

## 출연
- 조이 도이치
- 글렌 파월
- 루시 류
- 테이 디그스
- 조앤 스몰스
- 메러디스 해그너
- 피트 데이비드슨
- 타이터스 버지스

## 개봉
이 영화는 2018년 6월 15일 개봉되었다.